# 日本木材青壮年団体連合会
日本木材青壮年団体連合会（にほんもくざいせいそうねんだんたいれんごうかい）は、全国の木材産業（山林伐採、製材、流通、木材加工、プレカット加工）に携わる青壮年の集まりである。
全国各地の会団より出向した会員で構成される。全国児童・生徒木工工作コンクールや木材活用コンクールなど木材に関わる啓発活動を行う。また、会員間の交流や木材を学ぶ研修・見学活動なども行う。

## 組織
全国各地の会団に所属の会員で構成される。日本青年青壮年団体連合会は全国にある各会団の統合機関として設立された。日本木材青壮年団体連合会には8つの地区協議会が存在し、各会団は各地区協議会に所属している。日本木材青壮年団体連合会の出向者は各会団の会員で構成されている。会長、専務理事をはじめとする常任理事会20 - 30名（会長、副会長、専務理事、会長補佐、委員長、地区長他）を構成する。また各委員会の副委員長、委員、各会団の会団長が理事となり、常任理事を加え理事会を構成する。
会員には木材業界の経営者になる子弟や、業界の会社勤務が多く所属している。45歳までの卒業制度が存在し、各地での木育や木材を通じた啓発活動を行っている。個人で日本木材青壮年団体連合会に直接入会は出来ない。各会団に入会し、出向という形で日本木材青壮年団体連合会の活動に参加している。

## 沿革
- 1977年10月8日 - 「木の日」の制定を提言。「十」と「八」を組み合わせると「木」の字になることから。
- 2016年11月29日 - 日本木青連創立60周年記念事業発表会・大交流会を開催（東京都）
- 2023年6月3日 - 第68回全国会員高知大会を開催（高知県）